# Entephria flavomixtata
Entephria flavomixtata là một loài bướm đêm trong họ Geometridae.